# Jared Grey
Jared Grey (* 17. März 2005) ist ein deutscher Basketballspieler.

## Werdegang
Der Sohn des ehemaligen Bundesligaspielers Robin Grey spielte Basketball in der Nachwuchsabteilung des USC Freiburg.
2019 wechselte er an die Urspringschule. In der Zweitligamannschaft Ehingen/Urspring wurde Grey erstmals im März 2022 eingesetzt. Nach dem Abstieg der Mannschaft trat er mit Ehingen/Urspring in der dritthöchsten deutschen Spielklasse, 2. Bundesliga ProB, an. Weiterhin sammelte er Spielerfahrung im Jugendbereich. 2023 bestand er an der Urspringschule das Abitur. Im selben Jahr erreichte er mit Ursprings U19-Mannschaft das Halbfinale um die deutsche Meisterschaft dieser Altersklasse.
Nachdem Grey für Ehingen/Ursprings Herrenmannschaft während des Spieljahres 2023/24 in der 2. Bundesliga ProB im Durchschnitt 9,2 Punkte je Begegnung erzielt hatte, wurde er im Sommer 2024 vom Bundesligisten Hamburg Towers verpflichtet. Mit dem Wechsel in die Geburtsstadt seines Vaters ging auch der Erhalt eines Zweitspielrechts für den Drittligisten SC Rist Wedel einher, für den sein Vater in den 1990er Jahren gespielt hatte.

### Nationalmannschaft
Mit der deutschen U18-Nationalmannschaft gewann er bei der Europameisterschaft 2023 die Bronzemedaille. Im Sommer 2025 war er Teilnehmer der U20-Europameisterschaft.